# Edmund Burke Fairfield
Edmund Burke Fairfield (* 7. August 1821 in Parkersburg, Virginia; † 7. November 1904 in Oberlin, Ohio) war ein US-amerikanischer Politiker. Zwischen 1859 und 1861 war er Vizegouverneur des Bundesstaates Michigan.

## Leben
Während seiner Jugend kam der im heutigen West Virginia geborene Edmund Fairfield nach Troy in Ohio. Er besuchte die Denison University in Granville und das Marietta College. Im Jahr 1842 absolvierte er das Oberlin College. Anschließend studierte er Theologie. Gleichzeitig war er als Lehrer tätig. Anschließend war er für einige Jahre in New Hampshire und Boston Geistlicher der Baptistenkirche. 1848 wurde er Leiter des Michigan Central College, das 1853 in Hillsdale College umbenannt wurde. Diesen Posten behielt er bis 1869. Während dieser Zeit erhielt er von verschiedenen Universitäten Ehrendoktorwürden.
Politisch schloss sich Fairfield in den 1850er Jahren der Republikanischen Partei an, deren Ablehnung der Sklaverei er teilte. In den Jahren 1857 und 1858 saß er im Senat von Michigan. 1858 wurde er an der Seite von Moses Wisner zum Vizegouverneur seines Staates gewählt. Dieses Amt bekleidete er zwischen 1859 und 1861. Dabei war er Stellvertreter des Gouverneurs und Vorsitzender des Staatssenats. Bekannt wurde er auch durch eine Rede gegen die Sklaverei in den US-Territorien. Im Jahr 1876 wurde er für sechs Jahre Kanzler der University of Nebraska-Lincoln. Dabei geriet er mitten in eine Auseinandersetzung zwischen traditionellen Lehren und damals modernen Ansichten. Fairfield war Anhänger des konservativen Lagers und untersagte beispielsweise die Lehre der Theorie von Charles Darwin. Im Jahr 1882 eskalierte der Konflikt und endete mit dem Rücktritt Fairfields als Kanzler sowie weiterer Professoren. Bis 1889 war er wieder als Geistlicher tätig. Dann wurde er von Präsident Benjamin Harrison zum US-Konsul in Lyon (Frankreich) ernannt. Dieses Amt bekleidete er bis 1893. Später brach er dann mit der Baptistenkirche. Edmund Fairfield starb am 7. November 1904 in Oberlin, wo er seinen Lebensabend verbracht hatte.
Fairfield war dreimal verheiratet. Mit seiner ersten Frau, Lucia Ann Jennison, hatte er drei gemeinsame Kinder, mit seiner zweiten Frau Mary A. Baldwin hatte er sieben gemeinsame Kinder. 